# Акти по буровій свердловині
А́кти по бурові́й свердлови́ні (рос. акты по буровой скважине; англ. bore hole reports, well certificates, нім. Prüfprotokoll n des Bohrloches n pl) — частина геологічної документації по буровій свердловині — акти на здійснення основних операцій при бурінні свердловини:
1. про закладання свердловини і задавання точки для буріння;
2. про початок і закінчення буріння;
3. про опускання і цементування колон;
4. про випробування колон на герметичність;
5. про результати випробування пластів випробувачем пластів у процесі буріння;
6. про перфорацію колон;
7. про результати випробування свердловини.